# Municipio de Kerr
El municipio de Kerr (en inglés: Kerr Township) es un municipio ubicado en el condado de Champaign en el estado estadounidense de Illinois. En el año 2010 tenía una población de 163 habitantes y una densidad poblacional de 2,83 personas por km².

## Geografía
El municipio de Kerr se encuentra ubicado en las coordenadas 40°20′58″N 87°58′10″O / 40.34944, -87.96944. Según la Oficina del Censo de los Estados Unidos, el municipio tiene una superficie total de 57.62 km², de la cual 57,25 km² corresponden a tierra firme y (0,64 %) 0,37 km² es agua.

## Demografía
Según el censo de 2010, había 163 personas residiendo en el municipio de Kerr. La densidad de población era de 2,83 hab./km². De los 163 habitantes, el municipio de Kerr estaba compuesto por el 97,55 % blancos, el 0,61 % eran afroamericanos y el 1,84 % eran de una mezcla de razas. Del total de la población el 0,61 % eran hispanos o latinos de cualquier raza.